# Puerto de Ideas
Puerto de Ideas es un festival cultural organizado por Fundación Puerto de Ideas. Se realiza en Chile y promueve el encuentro entre la ciudadanía y distintas formas del conocimiento, a través de conferencias, diálogos y espectáculos con destacados pensadores, científicos y artistas.
El festival se realiza anualmente desde 2011 en la ciudad de Valparaíso, con un enfoque centrado en las humanidades  En 2014 se sumó una versión en Antofagasta, orientada a la divulgación científica y entre 2022 y 2024 se llevó a cabo por primera vez en la Región del Biobío, con una programación enfocada en la relación entre ciencia, cultura y naturaleza.
Fundación Puerto de Ideas es una entidad sin fines de lucro que busca descentralizar y ampliar el acceso al conocimiento cultural y científico de forma multidisciplinaria, integrando disciplinas como literatura, historia, filosofía, neurociencia, cine y artes. Está acogida a la Ley de Donaciones Culturales, lo que permite el aporte de auspiciadores.

## Festival Puerto de Ideas Valparaíso
La primera edición del Festival Puerto de Ideas Valparaíso se realizó entre el 4 y el 6 de noviembre de 2011 en la ciudad de Valparaíso. El evento convocó a más de ocho mil personas en torno a una amplia programación de conferencias, diálogos y espectáculos, y contó con la participación de reconocidas figuras del pensamiento y la cultura, como Marc Augé, Carlo Ginzburg y Julia Kristeva. La inauguración estuvo a cargo del artista visual chileno Alfredo Jaar, quien presentó una conferencia magistral en el Parque Cultural de Valparaíso, marcando el inicio del encuentro.  A julio de 2025 se han realizado 14 versiones, siendo la más reciente la de noviembre de 2024, que reunió a más de 16 mil personas.
A lo largo de sus ediciones, el Festival Puerto de Ideas Valparaíso ha contado con la presencia de destacados intelectuales internacionales. Por ejemplo, en 2013 participaron, Paolo Giordano, François Hartog y Eduard Punset; en 2021 estuvieron Margaret Atwood, Colm Tóibín, Mary Beard y Cynthia Fleury); en 2023 asistieron Irene Vallejo, Andrea Wulf y Margaret MacMillan; y en 2024 se presentaron Leila Guerriero, Juan Gabriel Vásquez, Renata Salecl, Elizabeth Horan y Gabriela Wiener.
Como parte del Festival Puerto de Ideas Valparaíso, se realizan los “Diálogos Porteños”, encuentros anuales moderados por el Premio Nacional de Humanidades Agustín Squella, donde se abordan temáticas vinculadas a la identidad urbana de Valparaíso. Por ejemplo, en 2022 se discutió “Valparaíso ¿Ciudad puerto o ciudad con puerto?”

## Festival de Ciencia Puerto de Ideas Antofagasta
El Festival de Ciencia Puerto de Ideas Antofagasta es un evento anual de divulgación científica que se realiza en la ciudad de Antofagasta, Chile, desde 2014, presentado por Escondida | BHP. Su primera edición se llevó a cabo en abril de ese año con el propósito de acercar el conocimiento científico a la ciudadanía mediante conferencias, talleres, exposiciones y otras actividades gratuitas en distintos espacios públicos y culturales de la ciudad. La iniciativa busca consolidar a Antofagasta como un polo de reflexión y difusión científica en el norte del país, y ha contado con la participación de destacados científicos nacionales e internacionales.
A lo largo de sus ediciones, el Festival de Ciencia Puerto de Ideas Antofagasta ha contado con destacados exponentes internacionales, incluidos varios premios Nobel. En 2015 participó la bioquímica Ada Yonath (Nobel de Química 2009); en 2017 el biólogo Aaron Chiechanover (Nobel de Medicina 2004) en 2019 el físico Alain Aspect (Nobel de Física 2022); en 2021, el neurocientífico Erwin Neher (Nobel de Medicina 1991); en 2024, el físico Andre Geim (Nobel de Física 2010); y en 2025, el biólogo molecular Ardem Patapoutian (Nobel de Medicina 2021).
En el Festival de Ciencia Puerto de Ideas Antofagasta se realizan los Diálogos entre Desiertos, encuentros coordinados por el arqueólogo y Premio Nacional de Historia Lautaro Núñez, que reúnen a especialistas de diversas disciplinas para reflexionar sobre la historia, la identidad y los cambios culturales y ambientales del territorio nortino y el  desierto.

## Paseo por la Ciencia
Desde 2018, el Festival de Ciencia Puerto de Ideas Antofagasta incluye el Paseo por la Ciencia, una feria científica que reúne a decenas de instituciones científicas chilenas, las cuales ofrecen al público actividades interactivas a través de stands, talleres, exposiciones, espectáculos y experiencias inmersivas dirigidas a personas de todas las edades. En sus últimas ediciones, esta feria ha ofrecido cada año más de 120 actividades gratuitas, convocando a niños, niñas, jóvenes, familias y estudiantes en torno a experiencias de astronomía, biología, robótica, geología, realidad inmersiva, entre otras.
La mayoría de las instituciones participantes provienen de centros de investigación financiados por la Agencia Nacional de Investigación y Desarrollo (ANID), entre ellos Núcleos e Institutos Milenio, proyectos Anillo y centros con financiamiento basal. También participan universidades, fundaciones, servicios públicos y museos. En 2025, el evento reunió a 55 instituciones de distintas regiones de Chile, un 30% de ellas de la Región de Antofagasta, impulsadas principalmente por la Universidad Católica del Norte y la Universidad de Antofagasta. Entre las actividades destacadas estuvieron la muestra SIDERAL (Universidad de Talca), simuladores de gravedad, lentes de realidad virtual, réplicas de Marte y la Luna, un domo planetario y un rover lunar de la Fundación de Astromanía, así como la exposición Tesoros fósiles del Desierto de Atacama del Museo Paleontológico de Caldera; el Museo Interactivo Mirador (MIM) con experiencias que combinan arte, ciencia y tecnología, muchas de las cuales han formado parte de su historia durante sus 25 años de existencia
En los últimos tres años, el Paseo por la Ciencia se ha desarrollado en el Sitio Cero de Antofagasta, una explanada de 5.000 metros cuadrados equipada con tres salas de conferencias y una sala para talleres. En su versión 2025, más de 8.000 escolares participaron en las actividades, recorrieron 44 stands interactivos, asistieron a 16 talleres y a 23 conferencias diseñadas especialmente para público escolar. Entre los expositores destacados se encuentran la astrónoma Teresa Paneque y el científico computacional Ricardo Baeza-Yates

## Consejos Asesores
Los Consejos Asesores de Puerto de Ideas están integrados por expertos, académicos y líderes de opinión de diversas disciplinas (como literatura, filosofía, ciencias y arte). Cada una de las versiones regionales del festival, Valparaíso y Antofagasta cuenta con su propio consejo asesor, y su función principal es garantizar la relevancia, diversidad y calidad del contenido que se presenta en cada edición. Estos consejos se reúnen de forma periódica a lo largo del año y cada integrante aporta propuestas en función de su área de especialidad, colaborando en la programación del encuentro. Así, aseguran que los temas y ponentes respondan a los intereses del público y mantengan un carácter interdisciplinario y actualizado.
| Consejo asesor Valparaíso | Consejo asesor Antofagasta |
| --- | --- |
| Kathya Araujo, Osvaldo Bizama, Ascanio Cavallo, Manuel Antonio Garretón, Leila Guerriero, Martín Hopenhayn, Javier Ibacache, Gonzalo Lira, Constanza Michelson, Sonia Montecino, Agustin Squella, Miryam Singer, Daniel Swinburn, Adriana Valdés, Andrés Kalawski, Francisco Albornoz y Carmén Figueroa. | Marís Elena Boisier, Nicolas Lira, Eric Goles, Andrés Gomberoff, Ramón Latorre, Ana María Lennon, Pablo Marquet, Gianvito Martino, Soledad Matus, Lautaro Nuñez, Mónica Rubio, Rosalba Lagos, Dora Altbir. |

## Ediciones Valparaíso[22]
| Edición | Fecha              | N° de invitados | Invitados destacados | Estpectáculos destacados |
| ------- | ------------------ | --------------- | --- | --- |
| 2011    | 4-6 de noviembre   | 26              | Alfredo Jaar, Julia Kristeva, Adriana Valdés, Sonia Montecino, Carlo Ginzburg, Marc Augé, Alan Pauls, Ramuntcho Matta, Matías Bize y Eduardo Carrasco.                                                    | Una bella diferencia, obra de teatro con Roberto Poblete, dirigida por Francisco Albornoz. Huidobro: El solitario invencible, narración y lectura con Camilo Marks y María Izquierdo. |
| 2012    | 9-11 de noviembre  | 39              | Tzvetan Todorov, Almudena Grandes, Salvatore Settis, Alberto Manguel, Ricardo Lang, Gaston Salvatore, Elicura Chihuailaf, Marialy Rivas y Paloma Valdivia.                                                | Tierra del fuego, lectura dramatizada, dramaturgia Gaston Salvatore, con Hector Morales, Diego Noguera, Cristóbal Valenzuela y Frederick Soto, dirigida por Manuela Infante. Concierto de Bossa Nova, con la cantante brasilera Fabiana Cozza, y el pianista Marinho Boffa y su trío.                                             |
| 2013    | 8-10 de noviembre  | 48              | François Hartog, Eduard Punset, Pablo Giordano, Camila Marambio, Ron Britton, Philippe Claudel, Miguel Orrellana Benado, Jani Dueñas, Ferdinando Scianna, Juan Villoro, Carlos Peña y Gaston Soublette.   | La orquesta del viento, concierto ilustrado con Raimundo Santander y Sol Díaz. Un poco invisible, obra de teatro de Andrés Kalawski, con Muriel Miranda y Hugo Covarrubias. |
| 2014    | 7-9 de noviembre   | 63              | David Grossman, Bruno Latour, David Harvey, Robert Darton, Chantal Mouffe, Luigi Soja, Alejandro Zambra y Claudia Campaña.                                                                                | Willygood, espectáculo de danza y teatro de la Compañía francesa Bam |
| 2015    | 6-8 de noviembre   | 53              | Sonia Montecino, Saskia Sassen, Michel Onfray,Nicole Krauss, Derrick de Kerckhove, Pere Estupinyá, Fernando Trueba, Raúl Zurita y Luis Sepúlveda.                                                         | Fausto Sudaca, lectura dramatizada con Alejandro Quintana. Historia de una gaviota y del gato que le enseñó a volar, lectura dramatizada con María Izquierdo y Elvira López. |
| 2016    | 11-13 de noviembre | 53              | Javier Cercas, Leonardo Padura, Adela Cortina, Beatriz Sarlo, Serge Latouche, Semir Zeki, Jon Lee Anderson, Jorge Edwards y Pedro Gandolfo.                                                               | No es magia, es ciencia, espectáculo científico con Enrique Federman y Diego Golombek. |
| 2017    | 10-12 de noviembre | 56              | Alejandro Aravena, Gilles Kepel, Guillermo Arriagada, Facundo Manes, Martin Hilbert, Cecilia Vicuña, Nona Fernández, Fernando Casasempere, Alberto Fuguet y Smiljan Radic.                                | Canto para una semilla, obra musical con Inti-Illimani e Isabel Parra. La desobediencia de Marte, obra de teatro con Nestor Cantillana y Francisco Reyes, dirigida por Alvaro Vigueras. |
| 2018    | 9-11 de noviembre  | 58              | Gilles Lipovetsky, Nuccio Ordine, Daniel Innerarity, Mariano Sigman, Luc Boltanski, Selva Almada, Kathya Araujo, Rossana Reguillo, Eduardo Engel y Juan Grimm.                                            | La voz y la palabra, concierto de flamenco, con los artistas españoles Juan Pinilla y Enrique Moratalla. |
| 2019    | 8 de noviembre     | 1               | Manuel Castells | |
| 2020    | 4-9 de noviembre   | 82              | Siri Hustvedt, Joseph Stiglitz, Michael Rosbash, Antonio Scurati, Salman Rushdie, Gabriele Finaldi, Joan Subirats, Irvine Welsh, Mariana Henriquez, Elicura Chihuailaf, Luis Poirot y Juan Pablo Jiménez. | Ecos Migratorios, concierto con Gregorio Fontén, Delight Lab y Walter Bee. Historia de un perro llamado Leal, lectura musicalizada basada en un libro de Luis Sepulveda, con Elvira López, Cristina Molina y María Izquierdo. Ismael, diálogo teatral work in process con Patricia Rivadeneira, Claudia Celedón e Isabel Behncke. |
| 2021    | 8-14 de noviembre  | 71              | Colm Tóibín, Cinthya Fleury, Martín Caparrós, Héctor Abad Faciolince, Mary Beard, Margaret Atwood, Daniel Mordzinski, Maite Alberdi, Sol Serrano.                                                         | Jardín de invierno, lectura de textos de Byung-Chul Han, con Antonia Zegers y Nestor Cantillana, dirigida por Francisco Krebs |
| 2022    | 7-13 de noviembre  | 53              | Philippe Sands, David Foekinos, Hartmut Rosa, Luciano Floridi, Flavia Costa, Federico Kukso, Benjamín Labatut, Valeria Sarmiento, Julio Rojas y Susan Mailer                                              | Músicas para la imagen, de Jorge Arriagada a Raúl Ruiz: con la Orquesta de Cámara de Chile, dirigida por Emanuel Siffert, solista Pascuala Ilabaca. Monstruo de Ecos, experiencia sensorial con Samuel Ibarra, Gregorio Fontén, Alexandra Mabes y Lukax Santana.                                                                  |
| 2023    | 10-12 de noviembre | 59              | Irene Vallejos, Andrea Wulf, Siddharta Ribeiro, Keum Suk Gendry-Kim, Margaret MacMillan, Florencia Abadi, Carlos Granés, Sebastian Lelio, Alia Trabucco y Daniel Mansuy.                                  | Fragmentos de El infinito en un junco, lectura dramatizada con Francisco Melo y Daniela Lhorente, dirigida por Francisco Albornoz. Concierto y conversatorio En busca de los tangos chilenos, con la Orquesta de Tangos Chilenos.                                                                                                 |
| 2024    | 7-9 de noviembre   | 48              | Juan Gabriel Vásquez, Leila Guerriero, Renata Salecl, Elizabeth Horan, Mario Montalbetti, Javier Argüello, Constanza Michelson y Andrés Montero.                                                          | Ópera de Puccini, con Artemis Danza, compañía de danza italiana. La mecánica de las sombras, espectáculo de danza francesa, con Naïf production. |

## Ediciones Antofagasta
| Edición                      | Fecha             | N° de invitados | Invitados destacados | Espectáculos destacados |
| ---------------------------- | ----------------- | --------------- | --- | --- |
| 2014                         | 11-13 de abril    | 27              | Juan Luis Arsuaga, Giacomo Rizzolatti, Dinu Bumbaru, Pierre Cox, María Teresa Ruiz, Hernán Rivera Letelier, Claudia Campaña, Claudio Latorre. | La hora feliz de Angel, concierto musical con Angel Parra Trio. |
| 2015                         | 10-12 de abril    | 45              | Charles Zuker, Ada Yonath, Gilles Boeuf, Diego Golombek, Rob Kesseler, Gianvito Martino, Jorge Melnik, Patricio Meller, Carolina Torrealba, Andres Couve.                                                                                             | Física y armonía, concierto de la Orquesta de Cámara de Chile CNCA, dirigida por Juan Pablo Izquierdo. |
| 2016                         | 8-10 de abril     | 43              | Carlo Rovelli, Semir Zeki, Tim Ingold, Juan Ignacio Cirac, Facundo Manes, Arturo Alvarez-Buyllá, Kathleen Whitlock, Juan Carlos Castillo, Fernando Aboitiz y Fernando Lund.                                                                           | Los Planetas de Gustav Holst, concierto audiovisual con José Francisco Salgado, astrónomo y artista puertorriqueño y la Orquesta Sinfónica de Antofagasta. No es magia, es ciencia, espectáculo científico con Enrique Federman y Diego Golombek. |
| 2017                         | 7-9 de abri       | 44              | Aaron Ciechanover, Pedro Duque, Daniel Sandweiss, Giulio Tononi, Juan Villoro, Nadia Magnenat Thalmann, Pere Estupinyá, Barbara Saavedra, Cristina Dorador y Mario Hamuy.                                                                             | La desobediencia de Marte, obra de teatro de Juan Villoro, con Néstor Cantillana y Francisco Reyes, dirigida por Álvaro Viguera. |
| 2018                         | 13-15 de abril    | 58              | Ricardo Lagos, Martin Chalfie, Serge Haroche, Fernando Comerón, Luigi Zoja, Jean-Paul Delahaye, Suzana Herculano – Houzel, Gaspar Galaz, Isabel Behncke y Antonio Skármeta.                                                                           | Concierto en la Catedral, con la Orquesta de Cámara de Chile, dirigida por Josep Vicent. Darwin: un día espléndido, obra de teatro de Andrés Kalawski, con Héctor Morales, Juan Pablo Peragallo, Juan Francisco Olea, Braulio Martínez |
| 2019                         | 12-14 de abril    | 64              | Alain Aspect, Antonio Lazcano, Melina Furman, Yolanda Kakabase, Ranulfo Romo, José Edelstein, Leslie Valiant, Lola Cañamero, Martin Hilbert, Nathalie Cabrol, Roland Lehoucq y Cecilia Hidalgo.                                                       | Greta, obra de teatro dirigida por Constanza Brieba, con Coca Guazzini, Kathy Salosny, Daniela Lhorente y Ximena Carrera. |
| 2020 Puerto de Ideas en Vivo | Mayo - Septiembre | 35              | Judith Butler, Jon Lee Anderson, Martin Hilbert, Daniel Innerarity, Alfredo Jaar, Leila Guerriero, Barbara Silva, François Dubet, Natalie Cabrol, Jean François Fogel, Mariano Sigman, Rossana Reguillo y Saskia Sassen.                              | |
| 2021                         | 12-18 de abril    | 55              | Erwin Neher, Anil Seth, Cédric Villani, Sandra González-Bailón, Ismahane Elouafi, César Hidalgo, Joan Massagué, Leslie Vosshall, Luigi Naldini, Marcus du Sautoy, Neil Turok, Catterina Ferreccio, Ana Maria Lennon, Rafael Yuste y Tomás Pérez-Acle. | Ciencias naturales, obra de teatro virtual escrita por Rafael Gumucio, dirigida por Álvaro Viguera, con Mercedes Funes, Aline Kuppenheim y Marcelo Alonso. La primera vuelta al mundo, el alucinante viaje de Antonio Pigafetta, obra de teatro dirigida y con la actuación de Elvira Lopez y María Izquierdo, y música de Cristian Molina.                                                                     |
| 2022                         | 18-24 de abril    | 47              | Reinhard Genzel, Avi Loeb, Brigitte Baptiste, Dora Altbir, Draulio Barros de Araujo, Vania Martínez, Guillaume Dumenil, Karen O’Brien, Naomi Oreskes, Pierre Fraigniaud y Theodoros Nakos.                                                            | The Beatles sinfónico: Un viaje de la ciencia a la música, concierto con la Orquesta Sinfónica de Antofagasta, el físico Andrés Gomberoff y la Stgo. Pepper Band. A los pies del árbol, homenaje a Humberto Maturana, lectura dramatizada, dirigida por Manuela Oyarzún con Patricia Rivadeneira y Alejandro Miranda. Capac Ñan, el camino del inca en Chile, obra de teatro con la Compañía Tryo Teatro Banda. |
| 2023                         | 17-23 de abril    | 44              | Telmo Pievani, Eduardo Sáenz de Cabezón, Sandra Myrna Díaz, Sean Dougherty, Paula Escobar, Veronica Undurraga, Gabriel León, Julio Rojas, Pablo Quilodrán, Adrián Palacios, Andrea Calixto, Mario Irarrázabal y Francisco Ortega.                     | Historias científicas para difractarse de la risa, stand up comedy de la compañía española BigVang Ciencia. Mocha Dick, obra de teatro de la compañía La Mona Ilustre. |
| 2024                         | 18-21 de abril    | 58              | Andre Geim, Federico Kukso, David Anderson, Nastassja Martin, Susannah Buchan, Mauro Costa-Mattioli, Gladys Hayashida, Itziar de Gregorio-Monsalvo, Guillermo Chong, Eduardo Unda-Sanzana y Celeste Kroeger.                                          | Foster, el Observatorio del Cerro Tupahue, obra de teatro de la compañía Tryo Teatro Banda. A la orilla del mar del cosmos, lectura de textos de Carl Sagan, con José Maza y Claudia di Girolamo, dirigida por Francisco Albornoz. |
| 2025                         | 24-27 de abril    | 70              | Ardem Patapoutian, Rodrigo Quian Quiroga, Ricardo Baeza-Yates, Teresa Paneque, Felipe Court, Mónica Rubio, María Teresa Ruiz, Millarca Valenzuela, Andres Navas, Alexander Vargas, Andrea Hunneus, Paulina Urrutia y Andrea Slachevsky.               | Varela & Varela: la psique del universo, lectura dramatizada, con Leonor Varela, dirigida por Francisco Albornoz. Lento, cuentacuento dirigido por Elvira López. Kelü, obra de teatro con Blanca Lewin y Adriana Stuven, dirigida por Ana Lopez Montaner. |

## Porgrama Educativo
Desde 2015, Puerto de Ideas desarrolla un Programa Educativo. Su objetivo es acercar los contenidos del festival a nuevos territorios y audiencias que, por razones territoriales o socioeconómicas, cuentan con menor acceso a bienes y servicios culturales.  Estas actividades se realizan durante los días previos y posteriores a cada edición, e incluyen visitas de los invitados a distintos espacios (establecimientos educacionales, universidades, bibliotecas públicas, centros culturales y juntas de vecinos de las regiones de Antofagasta y Valparaíso), donde comparten experiencias de aprendizaje con niños, niñas, jóvenes y estudiantes, fomentando la curiosidad y el interés por el conocimiento.
El programa educativo de la Fundación Puerto de Ideas ha llegado, a lo largo de los años, a 48 comunas de tres regiones de Chile, con la participación de más de 300 invitados nacionales e internacionales. Hemos realizado conferencias, talleres, cuentacuentos, obras de teatro y clubes de lectura, en casi 400 establecimientos educacionales convocando a más de 50.000 estudiantes, desde primero básico hasta cuarto medio. Además hemos donado casi 3.000 libros a bibliotecas públicas y a Centros de Recursos para el Aprendizaje (CRA).

## Publicaciones
En 2013, junto a la Editorial UV se creó la Colección Puerto de Ideas, que publica ensayos sobre temas abordados en el marco de los festivales, buscando contribuir al pensamiento contemporáneo:
- La musa de la imposibilidad, de Alberto Manguel (2013)
- Paisaje, patrimonio cultural, tutela: una historia italiana, de Salvatore Settis (2013)
- La pasión y la condena. Viaje en torno a una mesa de trabajo, de Juan Villoro (2014)
- El espejo vacío. Fotografía, identidad y memoria, de Ferdinando Scianna (2015)
- De memoria. Un breve elogio, de Pedro Gandolfo (2016)
- Redefinir lo humano: las humanidades en el siglo XXI, de Adriana Valdés (2018), ganador del Premio Municipal de Literatura en Ensayo
- Una escuela para la vida, de Nuccio Ordine (2018)
- La explotación mercantil del pasado. Patrimonialización y economía del enriquecimiento, de Luc Boltanski y Arnaud Esquerre (2020)
- Retrato de una mirada, de Daniel Mordzinski (2024)

Desde 2020 se publica bajo Orjikh Editores los siguientes títulos:
- Puerto de Ideas de la A a la Z, libro que conmemora los 10 años del Festival, editado por la periodista argentina Leila Guerriero, prologado por el escritor mexicano Juan Villoro y lleva como portada una fotografía del artista Alfredo Jaar.

- 8 de agosto de 1828. Un día histórico como cualquiera, de Rafael Sagredo (2022);

- Ser naturaleza. Una mirada antropológica para cambiar nuestra relación con el medioambiente, de Andrea Staid (2023).

En 2022 junto a la Universidad Católica del Norte y Escondida | BHP, la Fundación Puerto de Ideas publicó Diálogo entre desiertos (2022), que recopila cinco años de conversaciones en la actividad del mismo nombre.